# Club Voleibol Teruel 2015-2016
Questa voce raccoglie le informazioni riguardanti il Club Voleibol Teruel nelle competizioni ufficiali della stagione 2015-2016.

## Organigramma societario
Area direttiva
- Presidente: Carlos Emilio Ranera
- Vicepresidente: Luis Alberto García

Area organizzativa
- Tesoriere: Emilio Simón

Area tecnica
- Allenatore: Carlos Carreño (fino al 9 marzo 2016), Miguel Rivera (dal 9 marzo 2016)
- Allenatore in seconda: Miguel Rivera (fino al 9 marzo 2016)
- Scout man: Marta Esparrells

Area sanitaria
- Medico: Fernando Tomás
- Preparatore atletico: Lázaro Vicente
- Fisioterapista: Francisco De Alba

## Rosa
| N° | Nome                | Ruolo | Data di nascita  | Nazionalità sportiva |
| -- | ------------------- | ----- | ---------------- | -------------------- |
| 1  | Javier Monfort      | S     | 30 luglio 1990   | Spagna               |
| 2  | David de Juan       | L     | 1988             | Spagna               |
| 3  | Dmytro Storozhilov  | P     | 1º giugno 1986   | Ucraina              |
| 4  | Vinicius Noronha    | L     | 12 luglio 1992   | Brasile              |
| 6  | Máximo Torcello     | S     | 31 marzo 1981    | Argentina            |
| 7  | Eric Fitterer       | S/O   | 26 aprile 1993   | Stati Uniti          |
| 9  | Marc Altayó         | C     | 15 maggio 1986   | Spagna               |
| 10 | Francisco Ruiz      | S     | 7 giugno 1991    | Spagna               |
| 11 | Cory Riecks         | S     | 7 novembre 1988  | Stati Uniti          |
| 12 | Alejandro Vigil     | C     | 11 febbraio 1993 | Spagna}              |
| 13 | Juan Carlos Barcala | S/O   | 25 gennaio 1984  | Spagna               |
| 14 | Pablo Bugallo       | C     | 20 novembre 1991 | Spagna               |
| 15 | Lorenzo Bonetti     | S     | 21 gennaio 1988  | Italia               |
| 17 | Xavier Folguera     | P     | 27 agosto 1988   | Spagna               |
| 18 | Cesar Martín        | P     | 18 dicembre 1995 | Spagna               |